# Saint Norbert College
Il Saint Norbert College (SNC) è un'università privata di indirizzo cattolico con sede a De Pere, nello stato americano del Wisconsin.
Il college fu fondato nel 1898 da Bernard Pennings, priore premostratense di Saint Norbert a De Pere, e intitolato a san Norberto, fondatore dell'ordine. In origine istituzione esclusivamente maschile, iniziò ad ammettere studentesse nel 1952.